# Peugeot Tipo 58
El Peugeot Tipo 58 es un automóvil primitivo producido por la marca francesa Peugeot, en su planta de Audincourt en 1904. A pesar de estar en producción por solo un año, fueron producidos 121 vehículos.
El Tipo 58 remplazó al exitoso modelo Tipo 56 de la compañía, y llevaba la mayoría de los componentes mecánicos de su predecesor, pero el Tipo 58 era 15 cm más largo que el Tipo 56.
El Tipo 58 era propulsado por un motor cuatro tiempos monocilíndrico de 833 cc, montado frente al conductor. Un máximo de entre 6 y 7 caballos (5 kW) hp (5 kW) de potencia era entregada a las ruedas traseras mediante un eje de tracción rotativo.
Poseía una distancia entre ejes de 1900 mm. El formato de carrocería de carruaje con capota abierta ofrecía espacio para cuatro personas.